# 1916 Boreas
1916 Boreas (1953 RA) là một tiểu hành tinh Amor được phát hiện ngày 1 tháng 9 năm 1953 bởi Sylvain Julien Victor Arend ở Đài thiên văn Hoàng gia Bỉ. Thlà mộtsteroid was lost shortly after discovery (see Lost asteroids) and only rediscovered in 1974 bởi Richard Eugene McCrosky, G. Schwartz and JH Bulger based ngày a predicted position bởi Brian G. Marsden.